# Antonio Ceccoli
Antonio Ceccoli (* 2. Januar 1946 in San Marino) ist ein san-marinesischer Politiker und Gewerkschaftsfunktionär.
Ceccoli studierte bis 1974 Geisteswissenschaften und Philosophie an der Universität Urbino. Von 1974 bis zu seiner Pensionierung 2006 war er Lehrer in San Marino.
Ceccoli war im Gewerkschaftsverband CDSL aktiv. 1991 und 2004 bis 2007 gehörte er dem Consiglio Federale an. Er war von 1981 bis 1993 im Vorstand der Federazione Pubblico Impiego (FPI), der Gewerkschaft der Angestellten des öffentlichen Dienstes in der CDSL. Von 2004 bis 2005 war er Sekretär der FPI.
Am 27. April 2014 wurde er als Nachfolger des zurückgetretenen Leo Marino Poggiali zum Präsidenten des Zentralrates (Presidente del Consiglio Centrale) des PDCS gewählt.